# Zsigmond Villányi
Zsigmond Villányi (n. 1 ianuarie 1950, Hercegszántó, Districtul Baja, Bács-Kiskun, Ungaria – d. 13 ianuarie 1995, Budapesta, Ungaria) a fost un sportiv ce a reprezentat Ungaria, medaliat olimpic. A participat la o ediție a Jocurilor Olimpice (1972) în care a câștigat o medalie de argint.

## Participări
Lista de mai jos prezintă principalele competiții la care a participat Zsigmond Villányi de-a lungul carierei.
- Olympische Sommerspiele 1972/Moderner Fünfkampf[*]